# Lijst van hoogste kerktorens in België
Dit is een overzicht van de hoogste kerktorens in België. Als ondergrens is 70 m aangehouden. De lijst is mogelijk niet volledig.
|    | Naam                               | Plaats                 | Hoogte    | Voltooid in    | Bijzonderheden / architect                            | Afbeelding                            |
| -- | ---------------------------------- | ---------------------- | --------- | -------------- | ----------------------------------------------------- | ------------------------------------- |
| 1  | Onze-Lieve-Vrouwekathedraal        | Antwerpen              | 124,925 m | 1521           | Rombout II Keldermans                                 | Onze-Lieve-Vrouwekathedraal           |
| 2  | Onze-Lieve-Vrouwekerk              | Brugge                 | 115,6 m   | 1465           | Op een na hoogste bakstenen toren ter wereld          | Onze-Lieve-Vrouwekerk                 |
| 3  | Sint-Catharinakerk                 | Hoogstraten            | 104,7 m   | 1548           | Rombout II Keldermans Herbouwd na Tweede Wereldoorlog | Sint-Catharinakerk                    |
| 4  | Sint-Maartenskerk                  | Ieper                  | 102 m     | 16e eeuw       | Herbouwd na Eerste Wereldoorlog                       | Sint-Maartenskathedraal               |
| 5  | Onze-Lieve-Vrouwekerk (Laken)      | Brussel                | 99 m      | 1911           | Joseph Poelaert                                       | Onze-Lieve-Vrouwkerk (Laken)          |
| 6  | Sint-Romboutskathedraal            | Mechelen               | 97,28 m   | 1520           | Rombout II Keldermans                                 | Sint-Romboutskathedraal               |
| 7  | Sint-Maartenskerk                  | Aarlen                 | 97 m      | 1914           | Edouard Van Gheluwe                                   | Sint-Maartenskerk                     |
| 8  | Sint-Vincentiuskerk                | Eeklo                  | 93,4 m    | 1883           | Modest de Noyette                                     | Sint-Vincentiuskerk                   |
| 9  | Heilig-Hartkerk                    | Turnhout               | 92 m      | 1907           | P.J. Taeymans                                         | Heilig Hartkerk                       |
| 10 | Sint-Jozefkerk                     | Aalst                  | 91 m      | 1908           |                                                       | Sint-Jozefkerk                        |
| 11 | Sint-Walburgakerk                  | Oudenaarde             | 90 m      | 15e eeuw       |                                                       | Sint-Walburgakerk                     |
| 12 | Sint-Pauluskathedraal              | Luik                   | 90 m      | 19e eeuw       |                                                       | Sint-Pauluskathedraal                 |
| 13 | Sint-Baafskathedraal               | Gent                   | 89 m      | 1534           |                                                       | Sint-Baafskathedraal                  |
| 14 | Basiliek van Koekelberg            | Koekelberg & Ganshoren | 89 m      | 1970           | Albert Van Huffel                                     | Basiliek van Koekelberg               |
| 15 | Sint-Medarduskerk                  | Wervik                 | 86 m      | 1902           |                                                       | Sint-Medarduskerk                     |
| 16 | Onze-Lieve-Vrouwekerk              | Aarschot               | 84 m      | 1450           | Torenspits in renaissancestijl van 18 mei 1908        | Onze-Lieve-Vrouwekerk                 |
| 17 | Sint-Willibrorduskerk              | Antwerpen              | 84 m      | 1891           | Leonard Blomme                                        | Sint-Willibrorduskerk                 |
| 18 | Sint-Maartenskerk                  | Kortrijk               | 83 m      | 1466           |                                                       | Sint-Maartenskerk                     |
| 19 | Onze-Lieve-Vrouwekathedraal        | Doornik                | 83 m      | 13e eeuw       | Vijf torens                                           | Onze-Lieve-Vrouwekathedraal           |
| 20 | Sint-Tillokerk (Sint-Hilonius)     | Izegem                 | 83 m      | 1868           | Kerkgebouw uit 1855; ook Sint-Tillokerk genoemd       | Sint-Tillokerk                        |
| 21 | Sint-Gummaruskerk                  | Lier                   | 83 m      | 16e eeuw       |                                                       | Sint-Gummaruskerk                     |
| 22 | Sint-Salvatorskathedraal           | Brugge                 | 79 m      | 1871           | Bekroning door Robert Chantrell                       | Sint-Salvatorkathedraal               |
| 23 | Sint-Hermesbasiliek                | Ronse                  | 79 m      |                |                                                       | Sint-Salvatorkathedraal               |
| 24 | Sint-Theodarduskerk                | Beringen               | 77 m      | 1943           | Zgn. "mijnkathedraal"; door Henri Lacoste             | Sint-Theodarduskerk                   |
| 25 | Sint-Catharinakerk                 | Maaseik                | 76 m      | 1841           |                                                       | Sint-Catharinakerk                    |
| 26 | Onze-Lieve-Vrouwekerk              | Boom                   | 75 m      | 1850           |                                                       | Onze-Lieve-Vrouw en Sint-Rochus, Boom |
| 27 | Sint-Willibrorduskerk              | Rijkevorsel            | 72,3 m    | 1515           | Rombout II Keldermans                                 | Sint-Willibrorduskerk                 |
| 28 | Sint-Laurentiuskerk                | Zelzate                | 72 m      | 1952           | Kerkgebouw uit 1879                                   | Sint-Laurentiuskerk                   |
| 29 | Sint-Petrus-en-Pauluskerk          | Oostende               | 72 m      | 1905           | Louis Delacenserie                                    | Sint-Petrus-en-Pauluskerk             |
| 30 | Onze-Lieve-Vrouw-over-de-Dijlekerk | Mechelen               | 72 m      | 16e eeuw       |                                                       | Onze-Lieve-Vrouw-over-de-Dijlekerk    |
| 31 | Sint-Laurentiuskerk                | Lokeren                | 71m       | 1725           | Pieter De Smet, volledig in Barokstijl                |                                       |
| 32 | Sint-Martinusbasiliek              | Halle                  | 71 m      | 14e & 15e eeuw |                                                       | Sint-Martinusbasiliek                 |
| 33 | Sint-Geertruikerk                  | Leuven                 | 71 m      | 1453           | Jan Van Ruysbroeck                                    | Sint-Gertrudiskerk                    |
| 34 | Onze-Lieve-Vrouw-ten-Poelkerk      | Tienen                 | 70 m      | 1438           | spits uit 1660                                        | Onze-Lieve-Vrouw-ten-Poelkerk         |
| 35 | Sint-Niklaaskerk                   | Gent                   | 70 m      | 13e eeuw       |                                                       | Sint-Niklaaskerk                      |
| 36 | Onze-Lieve-Vrouwekerk              | Poperinge              | 70 m      | 1490           |                                                       | Onze-Lieve-Vrouwekerk                 |